# 中東跳棋
中東跳棋（Alquerque），是流行於遠古中東地區的兩人棋類，已經有強迫吃子、強迫連跳等跳棋規則的特徵，為索馬利亞跳棋的後代，為西洋跳棋的祖先。

中東跳棋棋盤

## 棋具
- 棋盤為五橫五豎的橫縱線交叉，另有東南-西北向、西南-東北向的斜線各三條，組成共二十五個棋點。

中東跳棋初始布置

- 以兩色棋子區分敵我，每方棋子數十二枚。

## 棋規
- 棋子皆放在棋點上。每方棋子放在最近的兩條橫列上，以及中間橫列的右邊兩個棋點。因此棋盤中間的棋點為空位。

- 任何棋子皆須需棋盤上的斜縱橫線移動。

- 每回合玩家可能有二種行動，以跳吃為優先：
  - 跳吃。己棋跳過一枚鄰點的敵棋落到同方向的緊連空點，然後把被跳過的敵棋移出棋盤，必須連跳吃。

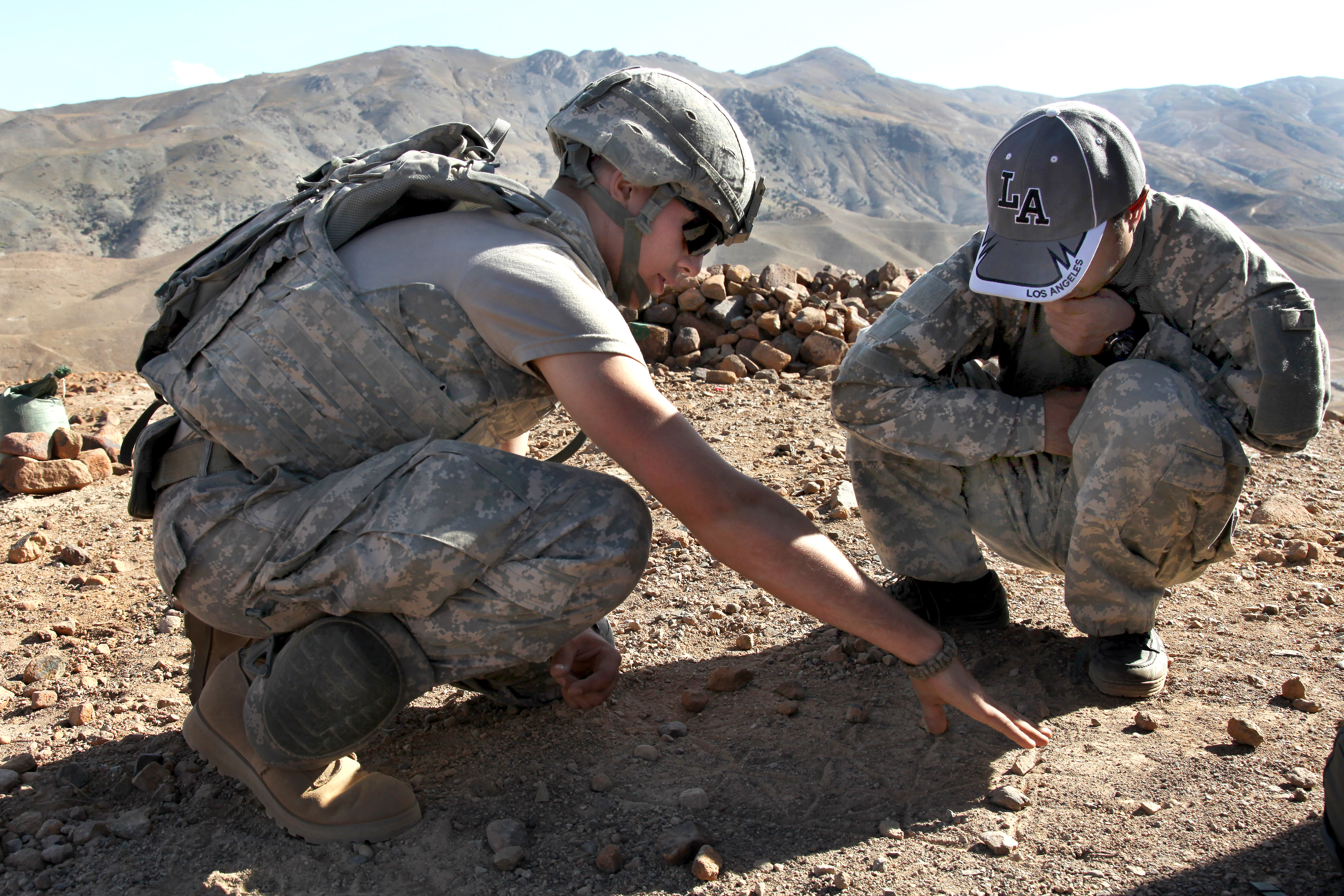
兩位駐阿富汗美軍在對弈中東跳棋

  - 當無法跳吃時，移動一己子到空鄰棋點。

- 消滅或阻礙所有敵棋者獲勝。[1]

## 外部連結
- 遊戲介紹（页面存档备份，存于）
- 遊戲下載（页面存档备份，存于）
- 線上遊戲（页面存档备份，存于）